# Jegheg
Jegheg – wieś w Armenii, w prowincji Sjunik. W 2011 roku liczyła 121 mieszkańców.